# Esther, Assuérus et Haman
Esther, Assuérus et Haman est une peinture à l'huile sur toile du peintre néerlandais Jan Steen, datant de vers 1668 et conservée au Cleveland Museum of Art (États-Unis).

## Description
Jan Steen représente une scène tirée du livre d'Esther, dans la Bible. Pendant la captivité des Juifs à Babylone, le roi Assuérus (Xerxès Ier) épouse Esther tout en ignorant qu'elle est juive. Le ministre Haman cherche à détruire le peuple hébreu et complote pour exécuter les Juifs. Sur la demande de son cousin Mardochée, Esther révèle sa judéité au roi et le supplie d'épargner son peuple ; Assuérus accède à sa demande et fait exécuter Haman à la place.
Le tableau dépeint le moment précis où Assuérus apprend de la bouche d'Esther le complot d'Haman, au cours d'un festin réunissant les trois protagonistes. Fou de rage, le roi se lève alors qu'Haman a renversé son verre de surprise.  
Malgré les éléments orientaux, Steen intègre des aspects de la vie néerlandaise. La cour de Suse est remplacée par un décor néerlandais, avec des objets et des personnages familiers du spectateur du XVIIe siècle. Esther est représentée comme une femme néerlandaise, entourée de serviteurs et d'objets typiques comme des verres römer et de la faïence de Delft. L'éclairage met en valeur la table du banquet et le losange formé par Assuérus, Haman et Esther. Les personnages en mouvement autour de la lumière centrale ajoutent de la vie à la scène, tandis que le jeu de lumière et d'ombre rompt la rigidité du cadre.  
Assuérus, tel un chef d'orchestre, impose le silence à la foule d'un geste. Chaque personnage s'immobilise dans une pose savamment étudiée. La lumière met en valeur les formes et couleurs, accentuant les détails des matériaux et des bijoux. Le rouge du fauteuil d'Esther et de la cape d'Assuérus souligne leur statut royal, tandis que la jeune dame de compagnie en bleu est mise en avant par ses vêtements et bijoux. L’éclat de rouge sur la nature morte au centre de la scène renforce la composition. La nappe blanche et le tapis en soie doré contrastent avec les autres couleurs de la scène et mettent en valeur les personnages.  
Le contraste entre la cape pourpre bordée de fourrure et le verre brisé de Haman symbolise la fragilité du pouvoir. Le jeune page en satin bleu contraste avec l’apparence maladive de Haman. Mardochée, émergeant de l'ombre, et un dignitaire âgé, ressemblant à Steen lui-même, complètent la scène. Comme dans d'autres de ses tableaux, le peintre fait figurer ses personnages devant un arrière-plan presque monochrome.  

## Analyse

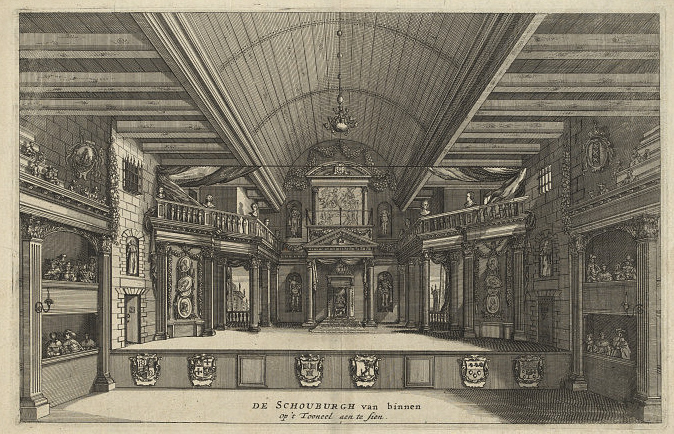
Salomon Savery, Scène du théâtre de Van Campen en 1658, gravure, XVIIe siècle, Victoria and Albert Museum,.

À l'époque de Jan Steen, le théâtre, influencé par les troupes anglaises et françaises, est populaire grâce aux guildes de rederijkers. La branche la plus célèbre, l'Oude Kamer à Amsterdam, fait bâtir le théâtre de Van Campen en 1638. Le décor de l'œuvre présente des similitudes architecturales avec celui de la scène de ce théâtre,.
Après la fusion des rederijkers avec la guilde de Saint-Luc, le théâtre et la peinture s'enrichissent mutuellement. Plusieurs peintres célèbres dont Jan Steen sont membres de cette guilde, et leurs œuvres témoignent de cette influence mutuelle. Steen, en particulier, intègre des éléments du théâtre dans ses peintures. Certaines de ses œuvres, comme celles représentant l’histoire d’Esther, montrent l'influence directe de pièces de théâtre néerlandaises de son époque, notamment la pièce Esther ou la Délivrance des Juifs (nl) (« Hester, oft verlossing der Jooden ») de Johannes Serwouters (nl). Steen, s'inspire notamment d'une gravure de Pieter Quast servant de frontispice à une édition de la pièce de Serwouters pour un autre tableau sur le même thème, conservé au musée de l'Ermitage de Saint-Pétersbourg.
Steen, tout en s’inspirant de ces artistes, réussit à transmettre une simplicité et une dignité particulières dans ses représentations, notamment dans l’image d’Esther et de ses servantes.
Jan Steen s’inspire aussi de son compatriote de Leyde, Rembrandt, son aîné de dix-sept ans. La figure d’Assuérus, coiffé d’un turban orné d’un aigrette, rappelle le dessin de Rembrandt Esther, Assuérus et Haman. Jan Steen semble également connaître le Festin de Balthazar, où le roi Balthazar affiche une expression intense et choquée qui le rapproche d'Assuérus. Une autre source possible est le tableau de Jan Lievens, Le Festin d'Esther, daté de vers 1625. La position du roi rappelle aussi un tableau de Pieter Lastman, Haman implore la pitié d'Esther (vers 1618, musée national de Varsovie).

Steen a réalisé d'autres tableaux sur le même sujet. L'un d'entre eux, La Colère d'Assuérus, demeure au Barber Institute of Fine Arts de Birmingham (Royaume-Uni).

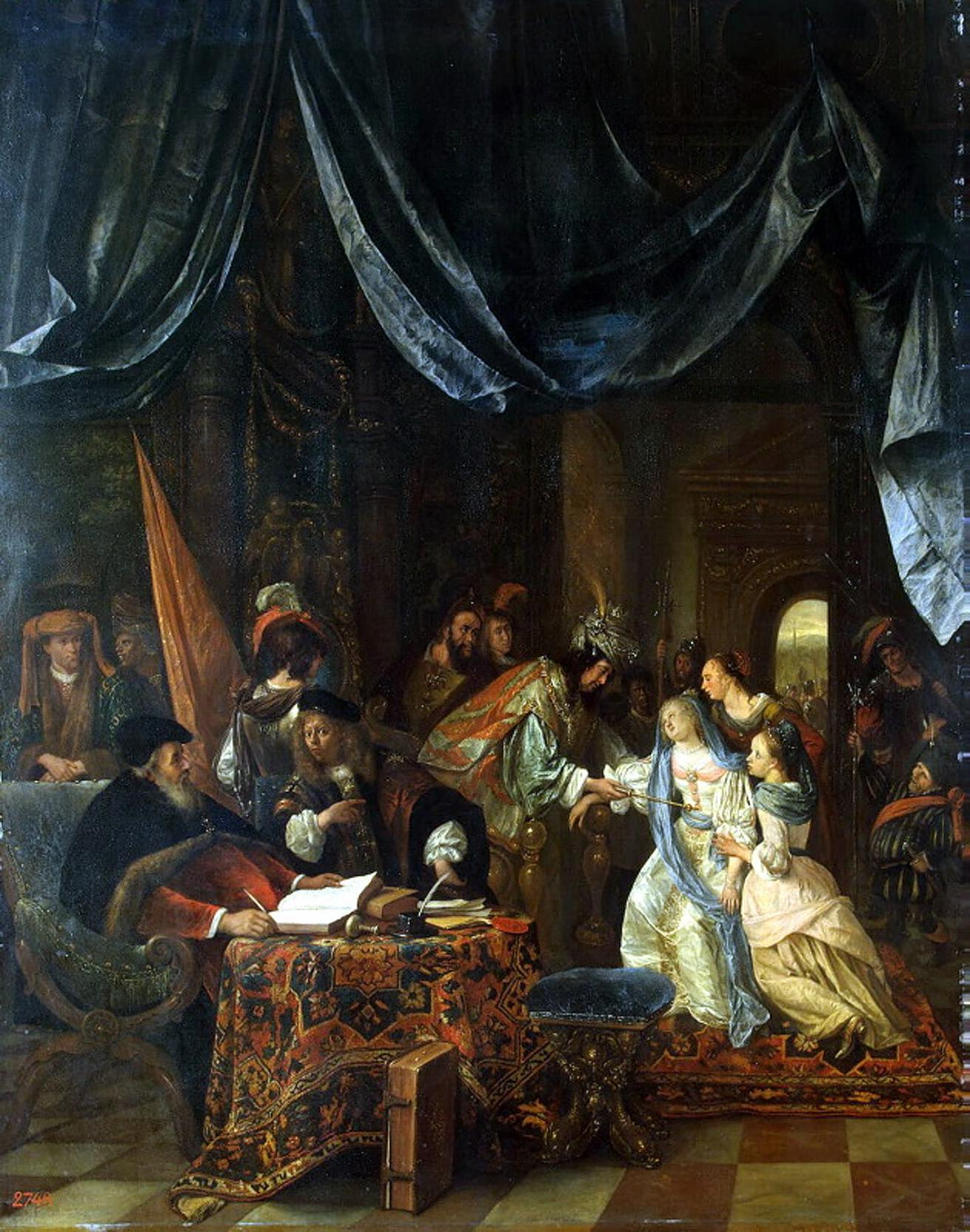
Jan Steen, Esther devant Assuérus, 1660-70, huile sur panneau, musée de l'Ermitage[10].
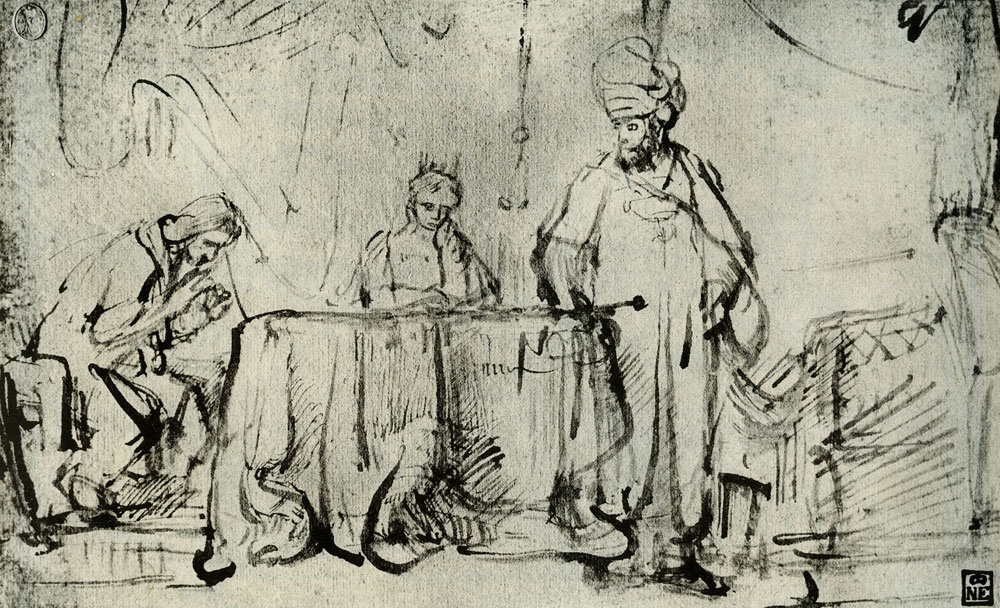
Rembrandt, Esther, Assuérus et Haman, 1662-65, dessin, musée des Beaux-Arts de Budapest[11].
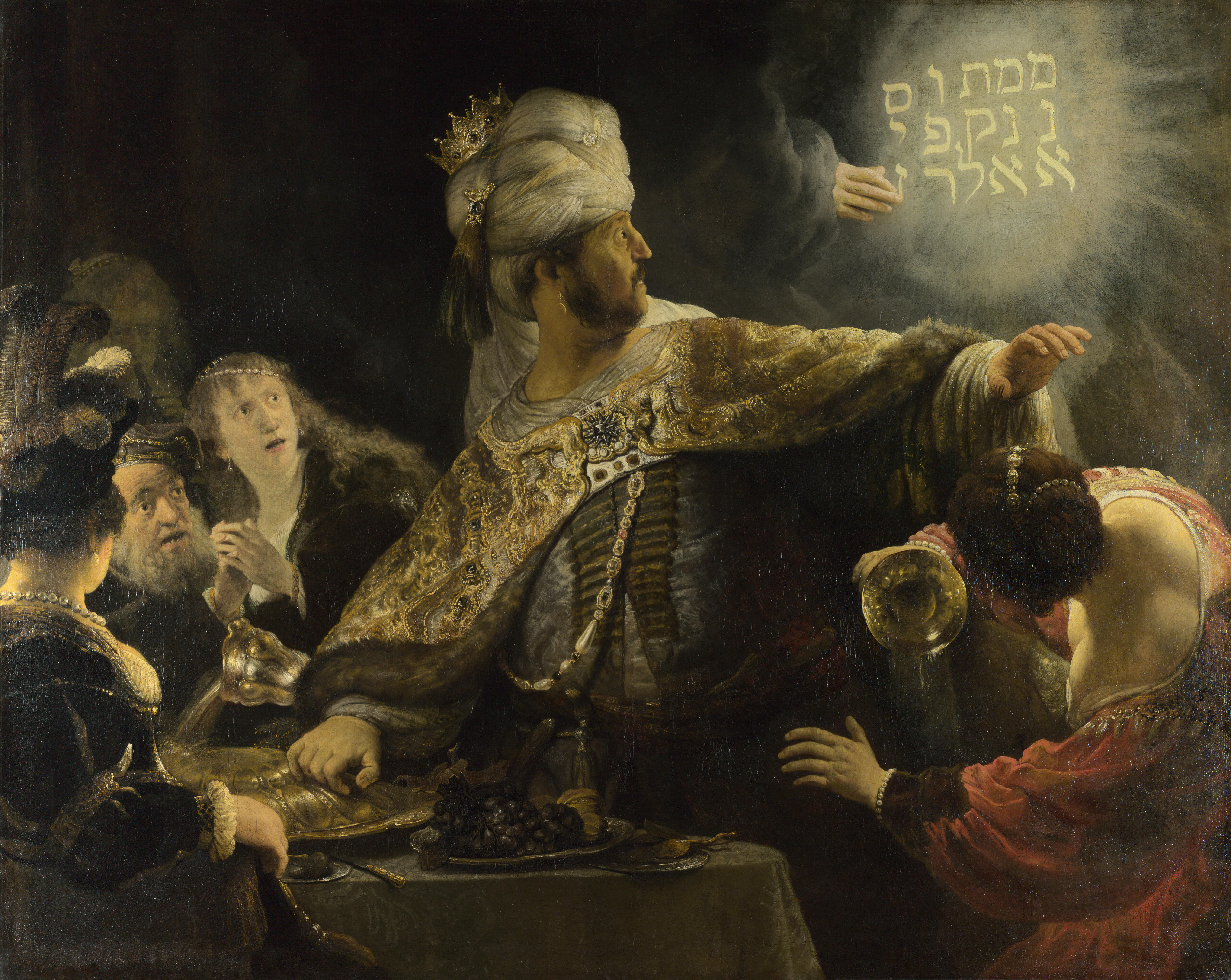
Rembrandt, Le Festin de Balthazar, 1636-38, huile sur toile, National Gallery[12].
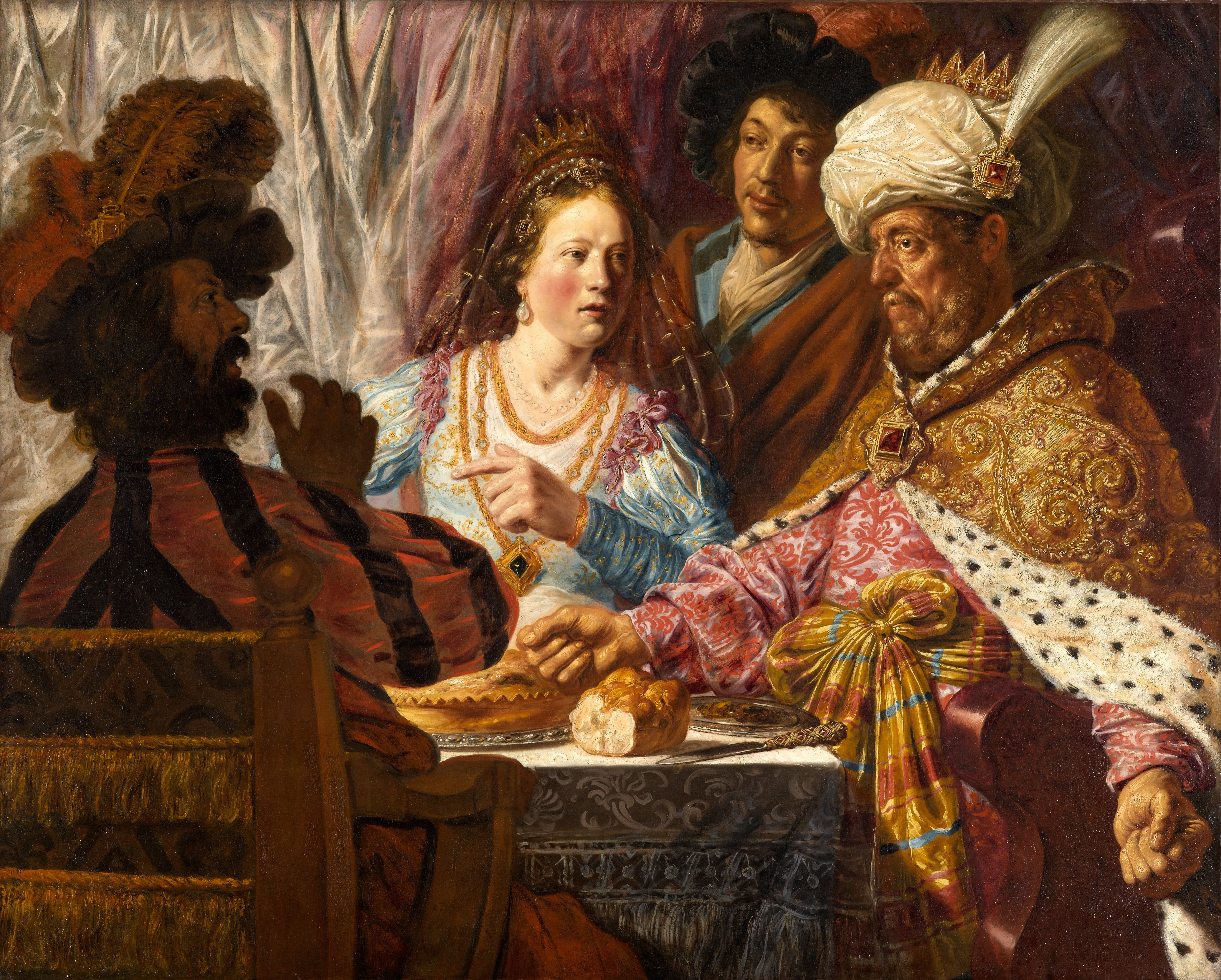
Jan Lievens, Le Festin d'Esther, v. 1625, huile sur toile, North Carolina Museum of Art[13].
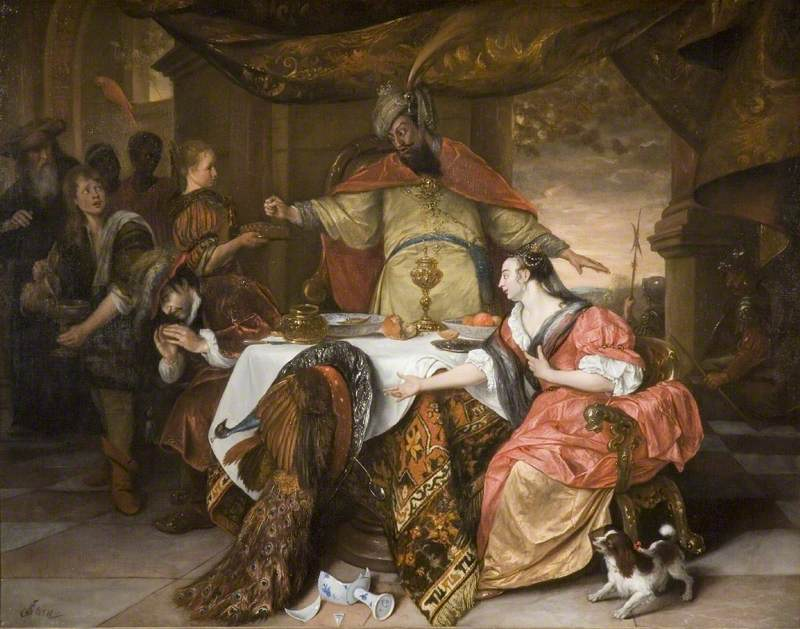
Jan Steen, La Colère d'Assuérus, 1671-73, huile sur toile, Barber Institute[14].
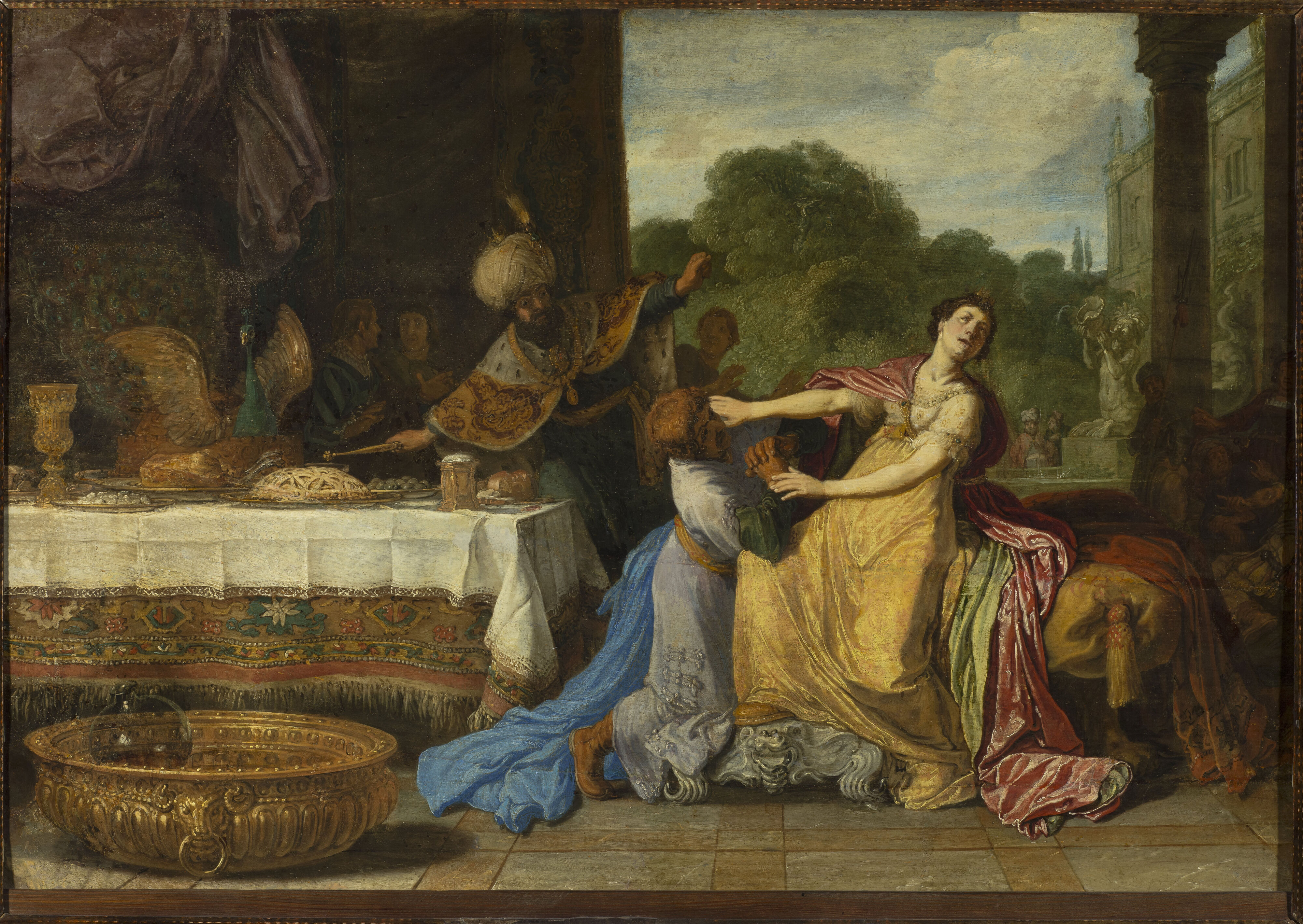
Pieter Lastman, Haman implore la pitié d'Esther, v. 1618, huile sur panneau, musée national de Varsovie[15].

Le traitement de sujets historiques ou bibliques par des peintres comme Jan Steen illustre mieux que les scènes de genre ou les natures mortes, pourtant plus courantes, les effets des conflits quasi-permanents que connaissent les Pays-Bas aux XVIe et XVIIe siècles sur la peinture de cette époque. L’intérêt renouvelé pour les récits bibliques, notamment celui d’Esther, traduit un sentiment de fierté nationale. Comme les Juifs, les Hollandais ont le sentiment de lutter avec ténacité pour leur liberté face à un pouvoir étranger (les Perses ou l'Espagne) ; et l’Ancien Testament leur offre un exemple de lutte victorieuse contre l'oppression étrangère.